# Bolniška župnija
Bolniška župnija je rimskokatoliška personalna župnija, ki skrbi za duhovno oskrbo v bolnišnicah in drugih zdravstvenih ustanovah v Sloveniji. Župnija je neposredno podrejena Nadškofiji Ljubljana in spada v Dekanijo Ljubljana - Center. Duhovniki izvajajo duhovno oskrbo v kapelah teh ustanov oz. v posebnih bogoslužju namenjenih prostorih.

## Oskrbovane ustanove
- Psihiatrija Begunje
- Bolnišnica Golnik
- Bolnišnica Jesenice
- Klinični center v Ljubljani
- Bolnišnica za porodništvo in ginekologijo Kranj
- Bolnišnica Novo mesto
- Onkološki inštitut v Ljubljani
- Psihiatrična bolnišnica Ljubljana – Polje
- Inštitut RS za rehabilitacijo
- Bolnica dr. Petra Držaja
- Splošna bolnišnica Brežice
- Splošna bolnišnica Celje
- Splošna bolnišnica Izola
- Splošna bolnišnica Maribor
- Splošna bolnišnica Murska Sobota
- Bolnišnica Ormož
- Splošna bolnišnica Ptuj
- Bolnišnica Slivniško Pohorje
- Splošna bolnišnica Slovenj Gradec
- Bolnišnica Topolšica
- Splošna bolnišnica Trbovlje
- Psihiatrična bolnišnica Vojnik
- Psihiatrična bolnišnica Idrija
- Porodnišnica Postojna
- Bolnišnica Sežana
- Splošna bolnišnica Šempeter pri Gorici
- Ortopedska bolnišnica Valdoltra
- UKC Maribor
- UKC Ljubljana

V ostale ustanove pridejo duhovniki po dogovoru.

## Župniki, župnijski upravitelj, kaplani in kurati
- Anton Ratej, (bolniški kurat v Splošni bolnišnici Celje, pred ustanovitvijo Bolniške župnije)
- Miro Šlibar (župnik: 1985 - 2011)
- p. Toni Brinjovc (župnijski upravitelj: avgust 2011 - avgust 2014, župnik: avg. 2014 - avg. 2015)
- p. Andrej Mohorčič (kaplan: julij 2012 – avgust 2015, župnijski upravitelj: avg. 2015 - avg. 2016)
- p. Daniel Golavšek (župnijski upravitelj: avgust 2016 - avgust 2020)
- p. Anton Ogrinc (kaplan: avgust 2015 – oktober 2016)
- p. Danilo Holc (kaplan: avgust 2017 – avgust 2018)
- p. Franc Murko (kaplan: avgust 2018 – avgust 2020, župnik: avgust 2020 - )
- p. Vladimir Rufin Predikaka (kaplan: avgust 2020 - )